# Canon
Canon Inc. je japonsko podjetje, ki je bilo ustanovljeno leta 1937 in je specializiralo na izdelavo fotografskih aparatov in video kamer, fotokopirnih naprav in tiskalnikov. Uprava podjetja je v Tokiu, podjetje pa ima po vsem svetu več kot 100.000 zaposlenih.

## Nekateri fotoaparati podjetja Canon
- Canon EOS 10D, marec 2003
- Canon EOS 300D, september 2003
- Canon EOS 350D, marec 2005
- Canon EOS 40D, avgust 2007
- Canon PowerShot A530
- serija Canon PowerShot G

- Canon PowerShot SX20 IS